# Versus populum

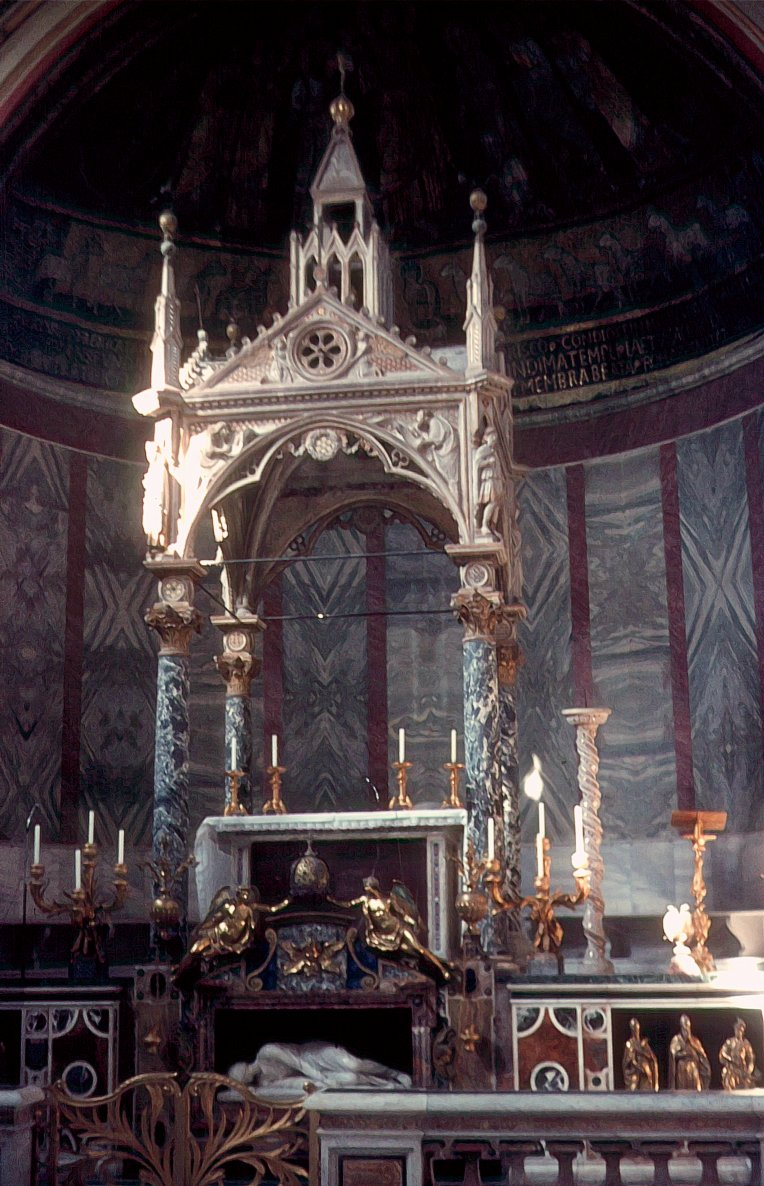
Altaret i kyrkan Santa Cecilia in Trastevere, så som det utformades år 1700. Detta är en av många kyrkor i Rom vars altare, som står i kyrkans västra del, placerades så att prästen med nödvändighet står vänd mot församlingen, alltså mot öster. (De första romerska kyrkorna hade alla ingången i öster.)

Versus populum är en liturgisk term för bruket att prästen under mässans firande står bakom ett fristående altare, vänd mot församlingen. Versus populum är latin och betyder ordagrant (vänd) mot folket. Genom Andra Vatikankonciliets liturgikonstitution 1962 blev detta regel i den romersk-katolska kyrkan och spreds genom den ekumeniska liturgiska rörelsen över hela västerlandet. Alternativet är att stå med ryggen mot församlingen, ad orientem (åt öster).